# Aleppo (gouvernement)
Aleppo (Arabisch: حلب, Ḥalab) is een gouvernement van Syrië, met een bevolking van 4.393.000.

## Districten
- Afrin
- Al-Bab
- Atarib
- As-Safirah
- Ayn al-Arab
- Azaz
- Dayr Hafir
- Jarabulus
- Manbij
- Mount Simeon

Deze districten zijn verdeeld in 46 subdistricten (nawāḥī).

## Plaatsen
- Kobani / 'Ayn al-'Arab
- Sarrin
- Tall 'Ali

Al-Hasakah · Aleppo · Damascus · Deir ez-Zor · Dera · Hama · Homs · Idlib · Latakia · Quneitra · Raqqa · Rif Dimashq · As-Suwayda · Tartous